# نورمان كير
يعد نورمان شانكس كير (17 مايو 1834 - 30 مايو 1899) طبيبًا اسكتلنديًا، يُعرف بعمله في حركة الاعتدال البريطانية. وقد أسس جمعية الامتناع التام عن التعاطي، وكان مؤسس وأول رئيس لجمعية دراسة وعلاج إدمان المُسكرات التي تأسست عام 1884.
أصر في كتاباته أن إدمان المسكرات ليست نقيصة إنما مرضًا يصيب الجهاز العصبي مصحوبًا باعتلال «نفسي»، «حالة غير طبيعية تكون فيها الرغبة المرضية المُلحّة، والدوافع للمسكرات عرضة للتطور بقوة تتغلب على المقاومة الأخلاقية».
«لم أحاول الجزم بشأن النقاط محل الخلاف عما إذا كان المسكرات خطيئة أم رذيلة أم جريمة أم مرضًا. في رأيي المتواضع، قد تكون أحيانًا تلك الأربعة، لكنه غالبًا مرض أكثر من أي شيء آخر، وحتى عندما يكون شيئًا آخر، فإنه عمومًا مرضٌ كذلك». (خطاب الافتتاحية 1884)
نُشر كتابه ذائع التأثير عن «السكر أو الهوس بالمخدرات» أول مرة في عام 1888، وقد مر بثلاث طبعات. في الطبعة الأولى، صاغ مصطلح الهوس بالمخدرات «ناركمونيا» للإشارة إلى المرض الناتج عن الإدمان.
وبينما ظهر مصطلح «سكّير» ليصف في الأصل الشخص المتعاطي للكحول، فقد أصبح فيما بعد يشمل العقاقير المُسكرة الأخرى، بخاصة المخدرات، مثل الأفيون والكلورودين والأثير والكلورال والكلوروفورم أو الكوكايين. وقد انتخب زميلًا لجمعية «لينيان» عام 1873، وكان أيضًا عضوًا بجمعيتي الطب والتوليد في لندن، وجمعية هارفيان، واتحاد الأطباء البريطانيين، حيث اختير بالمجلس العمومي لفرع العاصمة.

## النشأة والتعليم
وُلد نورمان شانكس كير في ساحة موريسون، شارع أرجيل،غلاسكو, اسكتلندا في 17 مايو 1834، وهو الابن الأكبر لألكسندر كير (1800-1855) وهيلين شانكس (مواليد 1813). كان والده ألكسندر تاجرًا ومالك سفينة، عاش في فلورنتين بنك هاوس،هيلهيد، وتوفي عام 1855.
درس نورمان كير في معهد وسترن أكاديمي والمدرسة الثانوية، ثم عمل صحفيًا في مجلة غلاسكو ميل قبل الالتحاق بالجامعة، وتخرج من جامعة جلاسكو عام 1861 دكتورًا بالطب (م. د) وماجستير في الجراحة (س. م). وحتى في أيام الدراسة هذه كان شغوفًا بدراسة إدمان الكحول، إذ كان عضوًا في شركة الاعتدال حانة القهوة في جلاسكو، وأسس أول جمعية طلابية للامتناع التام عن تعاطي المسكرات عام 1857.
في عام 1853، حضر الجلسة الافتتاحية لتحالف المملكة المتحدة بمانشستر، وكان أول سكرتير لاتحاد الممتنعين عن السُكر في جلاسكوفي عام 1858، شغل منصب أمين «الاتحاد المستقل» غير السياسي للطلاب. 

## المهنة
عمِل بعد تخرُّجه جراحًا مقيمًا في مستشفى لوك، غلاسكو، ثم عمِل جراحًا في شركة مونتريال للشحن عبر المحيط مدة تسع سنوات تقريبًا. في عام 1863، قدَّم تقريرًا عن زيارته لأمريكا، متضمنةً مدينة بورتلاند ونيويورك ومدن كبرى أخرى، «وقد تناول بشيءٍ من التفصيل مشكلة ظاهرة العبودية». وقد ذُكِر أنه سافر إلى كندا والولايات المتحدة في هذا الوقت كما زارَ مدينة بورتلاند في عام 1864.
سجل الدكتور كروذرز في المحاضرة الأولى لنورمان كير: «بصفته جراحًا على متن السفينة كان يُعرف بطبيب الاعتدال، وفي حين أنه لم يكن متسلطًا أو متعصبًا في آرائه، فلم يشجع على تعاطي المشروبات الروحية».
بعد ذلك، عمل في مزاولة المهنة بمدينة ماركيات، بمقاطعة هيرتفوردشاير، حيث عُيِّن رسميًا طبيبًا في مدينة ماركيات في عام 1871، إلى أن استقال منه عام 1875. وقد شارك بالاجتماع المحلي في عام 1872 من جانب تحالف المملكة المتحدة لدعم مشروع قانون حظر الترخيص بالخمورالمقدم من السير ويلفريد لوسون.
انتُخب زميلًا في جمعية «لينيان» في عام 1873 لاهتمامه بعلم النبات. في عام 1872، كتب ما يدعم بأن متحجرة «إيوزون كَنَدِنس» حفرية.

### مارليبون
في عام 1874، عُينَّ مسؤولًا طبيًا للصحة لمنطقة لمارليبون (مقاطعة كنيسة المسيح) من قبل مجلس الوصاية. تضم مقاطعة كنيسة المسيح حي ليسون جروف، وهي منطقة من الأحياء السكنية الفقيرة بغرفة فردية.

### حركة الاعتدال
روج لحركة الاعتدال، بصفته متحدثًا ومن طريق كتاباته. بعد انتقاله إلى لندن، انضم إلى جمعية الاعتدال في كنيسة إنجلترا، تحدث في مؤتمرهم السنوي.

### الكحول في الطب
استخدم الكحول على نطاق واسع في الطب. يقول الدكتور نورمان كير، وهو طبيب مشهور في إنجلترا، إنه خلال إقامته في أمريكا مدة عشر سنوات، وجد أشخاصًا غير مستعدين لدفع القدر نفسه مقابل خدماته بقدر ما كانوا على استعداد لدفع المال لمن وصف مدمني الكحول. والذين امتنعوا عن الخمور بوصفها مشروبات لا يثقون بها لعدم تعاطي هذه الأشياء على أنها أدوية.

### شهادة
عام 1879، ترأس مأدبة إفطار الاعتدال الطبي لرئيس وضباط وأعضاء الجمعية الطبية البريطانية في كورك،
وحمل تذكرة العشاء الخاصة بالنبيذ في اجتماع الجمعية الطبية البريطانية في كامبريدج (1880). أقيمت له شهادة اعتراف بالجميل في عام 1880 من قبل أعضاء حركة الاعتدال في الجمعية الطبية بلندن، التي تضمنت عربة، وصور، وعنوان مضاء، «النبيذ: كتاب مقدس وكنسي»، (مخصص لرئيس أساقفة كانتربري)، الذي وصف فيه استخدام النبيذ غير المخمر للشَرِكة، نُشِر عقب اجتماع عقدته الجمعية الكنسية الرسولية في بيت الفصل في كاتدرائية القديس بولس في تشرين الثاني (نوفمبر) 1881 تقرير عن إحدى محاضراته حول هذا الموضوع في حانة قلعة والمر للقهوة.

### جمعية دراسة وعلاج السكر
في عام 1884، واستجابة لعدم كفاية قانون السكارى المعتاد لعام 1879، أسس جمعية دراسة وعلاج السكر وكان أول رئيس لها. واصل تحرير وقائع الجمعية وأشرف عليها لاحقًا حتى وفاته.

## الحياة الشخصية
في عام 1871، عاش في شارع ماركيات، بيدفوردشير (هيرتفوردشاير حاليًا)، وتزوج من إليانور جورجينا جيبسون (ولدت عام 1850، باليندري، إيرلندا) في سانت بيتر، جنوب كنسينغتون؛ وأنجبا ابنًا وأربع بنات.عام 1874 عاش في جروف رود، (الآن ليسون جروف) في سانت جون وود، لندن، وعمل بصفة مسؤول طبي للصحة في مارليبون. بعد وفاة زوجته في عام 1892، تزوج للمرة الثانية في عام 1894 في بوترستاون من إديث جين هندرسون (1851-1922) التي كانت نائبة رئيس اتحاد العفة النسائي التام من عام 1898 حتى عام 1917.كان ابنه آرثر (1872_1933) كاهنًا أنجليكانيًا، بينما كانت بناته معلمات ولم يتزوجن أبدًا. توفيت زوجته الثانية إديث عام 1922؛ دفنت في مقبرة بوغنور ريجيس القديمة.

## أعماله
- نصب تذكاري من الفسيفساء لسلفاتي من فينيسيا للسامري الصالح في عام 1901 في كنيسة سانت مارك، هاميلتون تيراس، لندن NW8.
- بدأت محاضرات نورمان كير التذكارية في عام 1905 لإحياء ذكرى حياته وعمله واستمرت كل سنتين حتى عام 1943.
- تستمر جمعية دراسة وعلاج السكر اليوم باسم جمعية دراسة الإدمان.
- لا تزال بعض كتبه متوفرة اليوم طبع كلاسيكي.

### وفاة الدكتور نورمان كير
```
يأسف قراؤنا لسماع نبأ وفاة الدكتور نورمان كير، الذي وافته المنية بسلام ليلة الثلاثاء في 
هاستينغز
، حيث كان قد ذهب على أمل استعادة صحته وقوته المتعثرة بسرعة. ارتبط الدكتور كير، خلال الجزء الأكبر من حياته المهنية، بهذه الرعية، وشغل لسنوات عديدة منصب المسؤول الطبي في مجلس الأوصياء في ماريليبون.
```